# Festival international de jazz d'Ottawa
 (juillet 2023).
Si vous disposez d'ouvrages ou d'articles de référence ou si vous connaissez des sites web de qualité traitant du thème abordé ici, merci de compléter l'article en donnant les références utiles à sa vérifiabilité et en les liant à la section « Notes et références ».

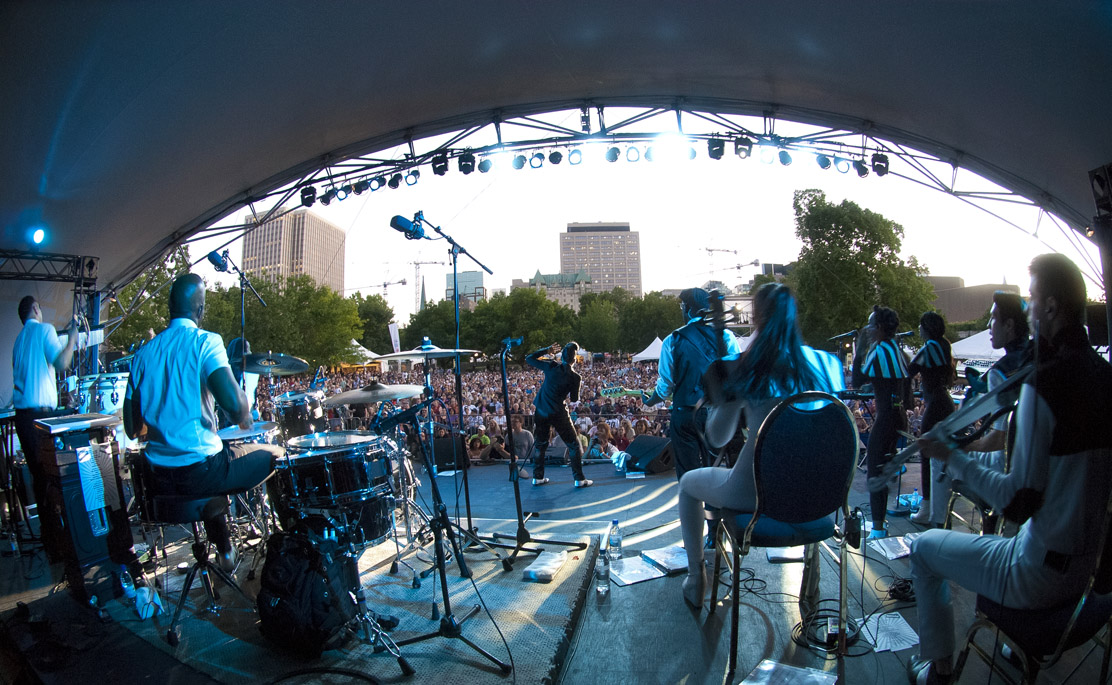
Concert de Janelle Monae lors du festival international de jazz d'Ottawa en 2012.

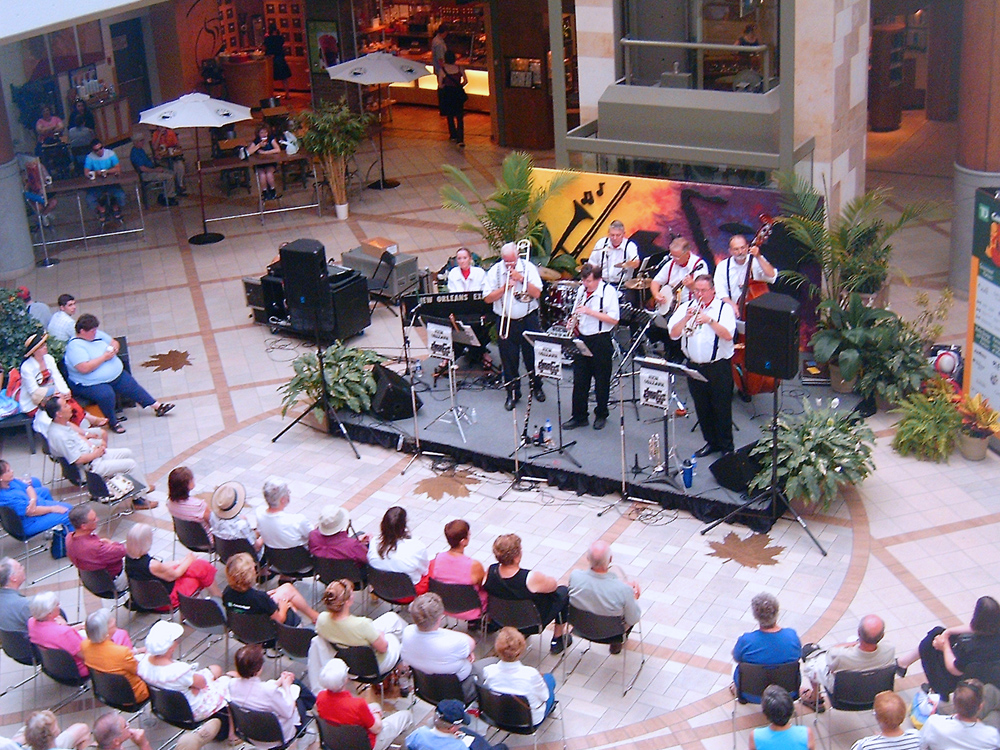
Concert de jazz donné au Centre Rideau, rue Rideau à Ottawa lors du FIJO de 2005.

Le Festival international de jazz d’Ottawa (le FIJO) (en anglais : Ottawa International Jazz Festival), est un festival de jazz qui se déroule à Ottawa chaque année aux mois de juin et juillet depuis 1980.

## Histoire
Le festival débute en 1980 par de simples concerts donnés dans le parc de Major’s Hill à Ottawa. Des musiciens jazzy locaux souhaitent organiser un festival de jazz d’été pour célébrer et consolider la popularité du jazz à Ottawa. Le Festival connaît ensuite une croissance rapide et attire des musiciens d’envergure internationale, comme Bob Brookmeyer, Herb Ellis, Stan Getz, Milt Jackson, Wynton Marsalis et Sonny Rollins. 
Au milieu des années 1980, le directeur de la programmation, Jacques Émond (1934-2013), un Franco-ontarien d'Ottawa, forgea l’orientation du Festival de jazz d'Ottawa et fut à la base de son développement et de son succès international. Jacques Émond prend sa retraite après la saison 2010. En 2011, c'est le saxophoniste, originaire d'Europe de l'Est, Petr Cancura qui devient le nouveau directeur de la programmation.
En 2011, le festival international de jazz d'Ottawa a accueilli près de 300 000 spectateurs et festivaliers.
Parmi les nombreux musiciens de jazz ayant joué au festival international de jazz d'Ottawa : (liste non exhaustive classée par ordre alphabétique)
Jean Beaudet, Terence Blanchard, Bob Brookmeyer, Dave Brubeck, Herb Ellis, Maynard Ferguson, Béla Fleck, Stan Getz, Herbie Hancock, Roy Haynes, Milt Jackson, Stanley Jordan, Salif Keita, Diana Krall, Branford Marsalis, Wynton Marsalis, John Mayall, Janelle Monae, Sonny Rollins, Toots Thielemans, Vic Vogel et Kenny Werner.